# Hertog van Alburquerque

Wapen van de hertog van Alburquerque

Hertog van Alburquerque is een Spaanse adellijke titel, behorend tot de Grandes de España. De titel is vernoemd naar de stad Alburquerque.
De titel werd op 26 september 1464 bij koninklijk decreet gecreëerd door Hendrik IV van Castilië ten behoeve van don Beltrán de la Cueva.

## Bekende hertogen
- Beltrán de la Cueva, 1e hertog
- Francisco Fernández de la Cueva, 8e hertog
- Beltrán Alfonso Osorio y Díez de Rivera, 18e hertog
- Juan Miguel Osorio y Bertrán de Lis, hertog sinds 1994